# Ієн Бітті
Ієн Бітті (англ. Ian Beattie; нар. 3 березня 1965, Белфаст, Велика Британія) — північноірландський теле та кіноактор. Найвідоміший своєю роллю Меріна Транта у телесеріалі «Гра престолів».

## Кар'єра
Бітті почав грати на сцені в ранньому віці, подорожуючи зі своїм батьком, який працював у цирку. Найбільш відомою роллю у кар'єрі актора є роль Меріна Транта у телесеріалі «Гра престолів». Також брав участь у зйомках у низці фільмів та телесеріалів, серед яких «Александр», «Вікінги» та «Тюдори». 

## Фільмографія
| Рік       |    | Українська назва           | Оригінальна назва                | Роль                                            |
| --------- | -- | -------------------------- | -------------------------------- | ----------------------------------------------- |
| 1996      | ф  | Космічні далекобійники     | Space Truckers                   | cолдат                                          |
| 2004      | ф  | Александр                  | Alexander                        | Антигон I Одноокий                              |
| 2007      | ф  | Замикаючи коло             | Closing the Ring                 | Сімус Маккарті                                  |
| 2009      | с  | Тюдори                     | The Tudors                       | сержант (Епізод: "Problems in the Reformation") |
| 2010      | тф | Мо                         | Mo                               | Майкл Стоун                                     |
| 2011      | тф | Брендан Сміт: зрада довіри | Brendan Smyth: Betrayal of Trust | Брендан Сміт                                    |
| 2011—2015 | с  | Гра престолів              | Game of Thrones                  | Сер Мерін Трант (17 епізодів)                   |
| 2012      | ф  | Кіт Лемон                  | Keith Lemon: The Film            | Ведучий нагородження                            |
| 2013      | ф  | Від дзвінка до дзвінка     | Starred Up                       | Офіцер Джонсон                                  |
| 2014      | с  | За службовими обов'язками  | Line of Duty                     | Боб (3 епізоди)                                 |
| 2014      | с  | 37 днів                    | 37 days                          | Микола II (Епізод: "One Week in July")          |
| 2015      | с  | Вікінги                    | Vikings                          | Король Беортфульф (Епізод: "Mercenary")         |
| 2016      | с  | Повстання варварів         | Barbarians Rising                | Квінтілій Вар (2 епізоди)                       |
| 2016      | ф  | Подорож                    | The Journey                      | Джеррі Адамс                                    |
| 2017      | с  | Доктор Хто                 | Doctor Who                       | Джекдо (Епізод: "Empress of Mars")              |
| 2017      | ф  | Метелик                    | Papillon                         | Туссен                                          |
| 2018      | ф  | Чорний птах                | Blackbird                        | Нік                                             |
| 2018      | с  | Квантико                   | Quantico                         | Тітус Вокер (Епізод: "Ghosts")                  |